# Cebo

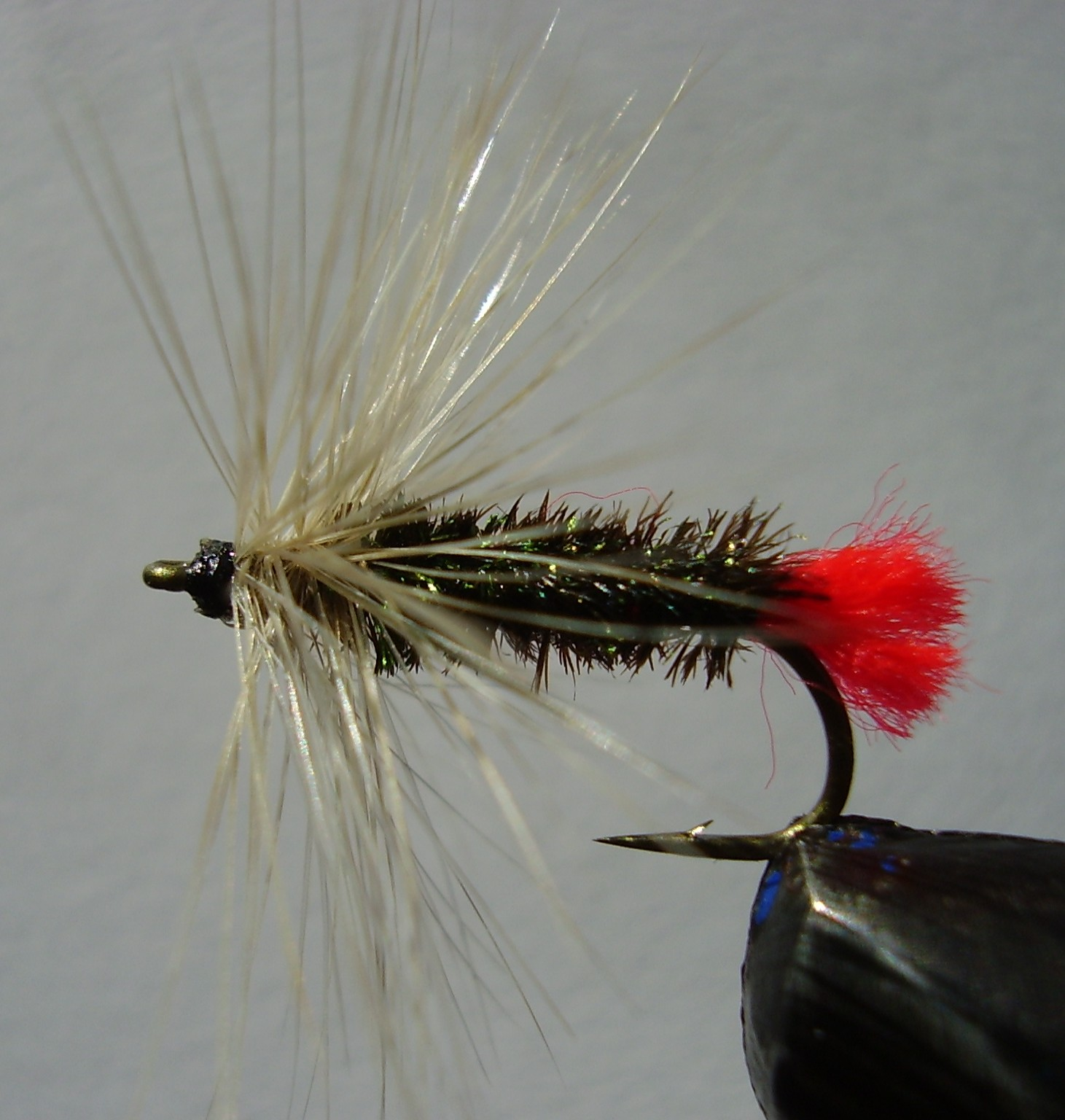
Anzuelo en forma de insecto.

Se llama cebo a cualquier alimento o sustancia que imita su forma análogamente y es utilizada para atraer a una o varias presas. El objetivo principal del cebo es atraer a un animal al lugar donde se encuentra el cazador o una trampa o, en el caso de la pesca, obligarles a morder un anzuelo. También se utiliza el término emboscada si es el caso humano.

## Pesca
El término se utiliza especialmente con respecto a la pesca con caña. El cebo se pincha en el anzuelo de modo que el pez queda enganchado en él en el momento en que se dispone a comerlo. Tradicionalmente, las lombrices, los insectos y pescados más pequeños han sido utilizados para este propósito. Sin embargo, el uso de cebos naturales ha sido restringido en muchas áreas de España, debido a su alta eficacia. En su lugar, los pescadores están utilizando cebos sintéticos como peces y cucharillas. Además de los cebos de plástico, los pescadores han comenzado a utilizar señuelos electrónicos, para atraer a los peces. Hay que tener en cuenta que, debido al riesgo de transmitir su enfermedad, la trucha y el salmón no deben ser utilizados como cebo.
Los cebos naturales pueden dividirse en:
- Simples.
  - Animales. Adecuados para las especies depredadoras.
  - Vegetales. Recomendados para pesca en agua dulce en ríos con poca corriente.
- Compuestos. Son cebos que requieren algún tipo de preparación interviniendo en ellos diferentes sustancias.

Entre los cebos artificiales se encuentran:
- Los peces artificiales
- Las plumas y vinilos
- Las cucharillas

## Caza
El uso de un cebo es una práctica común en la caza del leopardo en los safaris. Un pequeño antílope muerto, es generalmente colocado en la parte alta de un árbol para engañar a un leopardo, de uno u otro modo. El cazador mira el cebo a una distancia de tiro o acecha al animal si vino para coger la carnada durante la noche.
El señuelo también se utiliza en la caza del oso. En las áreas donde se buscan osos, uno puede encontrar a menudo dicho cebo para la venta en las gasolineras y los almacenes de artículos de caza. El cebo consiste en un poco de sustancia, a menudo melaza dulce, combinados con alguna sustancia aromática por ejemplo la carne o los pescados putrefactos. Se prepara el cebo y el cazador espera bajo cubierto a su presa.